# 23. zongoraverseny (Mozart)
Wolfgang Amadeus Mozart 23., A-dúr zongoraversenye a Köchel-jegyzékben 488 szám alatt szerepel.

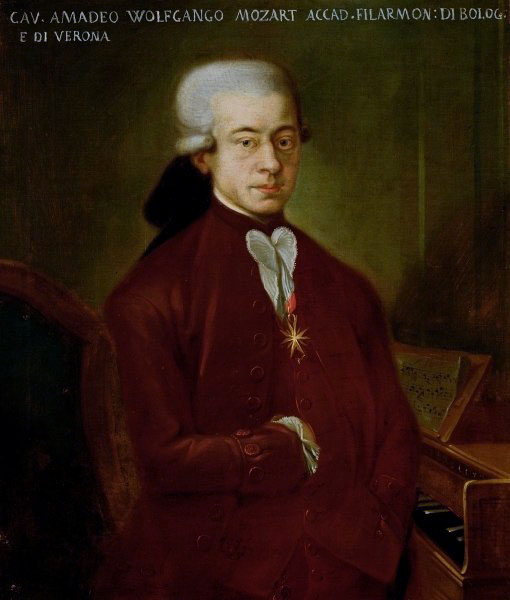
Mozart (1777. Bologna)

## Keletkezése, története
A mű a Színigazgató című vígopera befejezése után, 1786. március 2-án készült el.

## Szerkezete, jellemzői
A versenymű a partitúra szerint szóló zongorára, fuvolára, 2 klarinétra, 2 basszetkürtre, 2 kürtre és vonósokra íródott.
Tételei:
1. Allegro
2. Adagio
3. Allegro assai

Az első tételből napsugaras fényben ragyog ki az A-dúr hangnem minden fiatalos bája, vidámsága. A zenekar által bemutatott dallamokat a zongora virtuózan pergeti tovább.
A lassú tétel fisz-moll hangnemű sicilianója könnyes, fájdalmas zene.
A zárótétel eleje vidám, huncut hangvételű, mintha Papageno űzne tréfát a varázslatos hatalmasságokkal. A tétel közepén szenvedélyessé komorul a hangvétel, ismét a fisz-moll fájdalmas régióiba jut, majd ismét vidám hangulatra vált, a záró kódában jut tetőpontjára ez a vidámság.

## Ismertség, előadási gyakoriság
A mű a legismertebb Mozart zongoraversenyek közé tartozik. Hangversenyen, hanglemezen, vagy elektronikus médiákban viszonylag gyakran hallgatható darab. 2006-ban, a Mozart-év kapcsán a Magyar Rádió Bartók Rádiójának Mozart összes művét bemutató sorozatában a zongoraszólamot Alfred Brendel játszotta, a St. Martin-in-the-Fields Kamarazenekart Neville Marriner vezényelte.